# 387 f.Kr.

## Händelser

### Efter plats

#### Grekland
- Antalkidas, (befälhavare över den spartanska flottan) bistår aktivt Persiska riket mot Aten. Efter att ha flytt från den atenska blockaden vid Abydos anfaller han en liten atensk styrka, varpå han förenar sin flotta med en stödflotta, skickad från Syrakusa. Denna flotta utökas snart med fartyg från de persiska satraperna i området. Dessa seglar till Hellesponten, där de kan skära av de handelsrutter, som för säd till Aten.
- Perserna, som är irriterade över några av Atens göranden, bland annat att de stöder kung Evagoras av Cypern och farao Hakor av Egypten (vilka båda är i krig med Persiska riket), bestämmer sig för att deras politik att försvaga Sparta genom att stödja dess fiender inte längre är ett klokt drag. Därför börjar Antalkidas förhandla med den persiske satrapen Tiribazos och får till stånd ett avtal, som säger att perserna skall gå med i kriget på Spartas sida, om de allierade inte går med på fred.
- Eftersom Antalkidas spartanska flotta kontrollerar Hellesponten kan Sparta nu beröva Aten dess handels- och tullinkomster från Bosporen. Atenarna, som har varit i en liknande situation förut, då de besegrades i det peoloponnesiska kriget mindre än 20 år tidigare, och som står inför hotet om en persisk invasion på Spartas sida, är därmed redo att sluta fred.
- Med den persiske kungen Artaxerxes II:s stöd kan kung Agesilaios II av Sparta sluta "Kungens fred" (eller Antalkidasfreden efter namnet på det spartanska sändebudet och befälhavare) med de grekiska allierade styrkorna, med fördelaktiga villkor för Sparta. Freden innebär, att allt territorium på det mindreasiatiska fastlandet och Cypern förblir under persisk överhöghet, Lemnos, Imbros och Skyros förblir avhängiga av Aten och alla andra grekiska stadsstater skall få autonomi. Genom Kungens fred får perserna en nyckelroll i grekisk politik.
- Inför hotet om spartansk intervention överger Thebe sitt förbund och Argos och Korinth avslutar sin gemensamma regering. Korinth, som nu har förlorat sin starka allierade, förs åter in i Spartas peloponnesiska förbund. Efter åtta års strider är det korinthiska kriget slut.
- Platon grundar en skola utanför Aten.

#### Sicilien
- Med Lucanians hjälp ödelägger Dionysios I av Syrakusa thuriernas, krotonernas och lokriernas territorium på italienska fastlandet. När Rhegium faller blir Dionysios den mäktigaste mannen i grekiska Syditalien och han vänder då uppmärksamheten mot Adriatiska havet.
- Platon tvingas av Dionysios lämna Syrakusa efter att ha tagit sig lite för stora friheter med yttrandefriheten. Han återvänder till Aten, utanför vilket han grundar en skola.

#### Romerska republiken
- Rom börjar återupbyggas efter gallernas invasion under Brennus befäl tre år tidigare.
- Marcus Furius Camillus introducerar Capitoliespelen (Ludi Capitolini) till Jupiter Capitolinus ära och till minne av att Capitolium inte intogs av gallerna.

## Avlidna
- Wen, markis av kinesiska Wei.